# Ascetoholix
Ascetoholix – polska grupa muzyczna wykonująca hip-hop. Powstała w 1999 roku w Obornikach koło Poznania. W skład zespołu wchodzą Liber, Doniu i Kris. Nazwa zespołu nie wywodzi się od słowa „asceta”, lecz oznacza ascezę moralną, polegającą na unikaniu konformizmu i wybierania łatwych dróg, na rzecz rzetelnej pracy. 
Zespół zadebiutował jeszcze w 1999 roku nielegalem 3xlak. Kolejne nagrania formacji ukazały się na płytach Nazwij to sam (2000) oraz A (2001), która była pierwszą produkcją dostępną w powszechnej sprzedaży. Grupa zyskała rozgłos w 2003 roku za sprawą utworu „Suczki”, który promował czwarty album Ascetoholix Apogeum (2003).
W 2006 roku ukazał się piąty album grupy pt Adsum, który cieszył się jednak mniejszą popularnością niż poprzedni materiał. W latach późniejszych popularność zespołu uległa załamaniu. W środowisku hip-hopowym twórczość zespołu określana mianem hip-hopolo stała się synonimem komercjalizacji hip-hopu w Polsce.
W 2014 roku, po niemal ośmioletniej przerwie ukazał się szósty album formacji zatytułowany Ab Initio, który nie zyskał szerszego rozgłosu.

## Historia
Grupa, licząca początkowo pięć osób, została założona w 1999 roku. Pracę nad pierwszą płytą demo rozpoczęły cztery osoby, a ostatecznie w zespole pozostało trzech raperów: Doniu, Kris i Liber. Od początku swojej kariery zespół dawał wiele koncertów (początkowo lokalnych, później także w Poznaniu, Elblągu, Ostrowie Wielkopolskim, Pile, Warszawie i innych). 
Pierwsze demo 3xlak wydali na kasecie magnetofonowej w 1999 roku, a w listopadzie 2000 powstało drugie demo Nazwij to sam. W 2001 roku zespół podpisał kontrakt z gnieźnieńskim producentem Cameyem, który wydał pierwszą legalną płytę Ascetoholix A – nagraną w całości (tak jak i poprzednie płyty) w domu Donia. Na płycie znalazł się także utwór Już dawno wykorzystany na ścieżce dźwiękowej do filmu Sylwestra Latkowskiego Blokersi. W 2002 roku grupa gościła na albumie Owala – Epizod II Rapnastyk w piosence „Jestem tu”.
W marcu 2003 roku ukazał się czwarty album zespołu pt. Apogeum. Materiał był promowany teledyskami do utworów „Na spidzie”, „Plany” oraz „Suczki”. Ostatnia z piosenek intensywnie emitowana przez liczne rozgłośnie radiowe i stacje telewizyjne, a utrzymana w tonie maskulinizmu przysporzyła grupie fali krytyki, w tym oskarżeń o seksizm, czy też szowinizm. Również w 2003 roku zespół gościł na albumie producenckim znanego z występów w zespole Slums Attack – DJ-a Decksa – Mixtape Vol. 3. Muzycy wystąpili w utworze „Dario”, do którego powstał również teledysk. Grupa gościła ponadto na albumie zespołu 52 Dębiec – P-Ń VI w utworze „To my!”.
W 2004 roku Doniu i Liber wraz z zespołem Kombii wzięli udział w programie „Muzyka łączy pokolenia” emitowanym na antenie stacji telewizyjnej TVP3. Członkowie Ascetoholix wykonali w audycji interpretację utworu „Nasze rendez-vous”. Ponownie nagrana piosenka z towarzyszeniem Kombii ukazała się na kompilacji Muzyka łączy pokolenia (2005). Swoistą odpowiedź stanowił utworu „Skarby” z repertuaru Libera nagrany przez Kombii, a wydany na płycie C.D. tegoż zespołu. Wcześniej w marcu, ukazał się solowy debiut Libera zatytułowany Bógmacher. Natomiast w listopadzie do sprzedaż trafił pierwszy album Donia pt. Monologimuzyka.
W 2005 roku Ascetoholix u boku takich wykonawców jak Greenjolly, Pięć Dwa Dębiec, Duże Pe, Mezo oraz Owal/Emcedwa, wziął udział w nagraniach składanki Jest nas wielu. Materiał powstał w wyniku pomarańczowej rewolucji na Ukrainie. Na płycie, poza utworem tytułowym znalazł się m.in. hymn tegoż wydarzenia „Razom nas bahato, nas ne podołaty”. Pochodzący z kompilacji utwór tytułowy zyskał pewną popularność w Polsce. Kompozycja, promowana również teledyskiem, dotarła do 16. i 4. miejsca, odpowiednio Szczecińskiej Listy Przebojów (SLiP) i Listy Przebojów Polskiego Radia Pomorza i Kujaw (PiK). W międzyczasie Doniu napisał muzykę do filmu Czas surferów, która trafiła do sprzedaży w sierpniu, także 2005 roku.
1 marca 2006 roku ukazał się piąty album Ascetoholix zatytułowany Adsum. Wydawnictwo uplasował się na 46. miejscu najpopularniejszych płyt w Polsce (OLiS). Umiarkowaną popularność zyskały pochodzące z płyty, a promowane teledyskami utwory „To tylko my” i „Tak wyszło”, notowane na listach przebojów Polskiego Radia. W ramach promocji zrealizowany został ponadto trzeci teledysk, do utworu „Chcemy wojny”. Rok później Liber i Doniu wydali wspólny album pt. Moderato.
W listopadzie 2008 roku ukazał się pierwszy album solowy Krisa zatytułowany Dar. W 2011 roku skład zespołu opuścił Liber. Tego samego roku ukazał się kolejny album solowy Donia pt. Dialogimuzyka oraz minialbum Stricte.
Na początku 2012 roku ukazał się singel pt. „Mała wojna” zwiastujący kolejnym studyjny zespołu. Piosenka, promowana teledyskiem została wydana w formie puszki wraz z płytą do której została dołączona bandana. Natomiast we wrześniu i listopadzie zostały opublikowane teledyski do premierowych utworów „Zanim” i „Zakładam dres”.
Ze znacznym opóźnieniem, 28 października 2014 roku nakładem powołanej przez formację oficyny ASX Label ukazał się szósty album Ascetoholix zatytułowany Ab Initio. 

## Dyskografia
| Rok                        | Dane dot. albumu                                               | Pozycja na liście |
| Rok                        | Dane dot. albumu                                               | POL               |
| -------------------------- | -------------------------------------------------------------- | ----------------- |
| 1999                       | 3xlak - Data: 1999 - Wydawca: brak (nielegal)                  | –                 |
| 2000                       | Nazwij to sam - Data: listopad 2000 - Wydawca: brak (nielegal) | –                 |
| 2001                       | A - Data: październik 2001 - Wydawca: Camey Studio             | –                 |
| 2003                       | Apogeum - Data: 13 marca 2003 - Wydawca: UMC Records           | –                 |
| 2006                       | Adsum - Data: 1 marca 2006 - Wydawca: UMC Records              | 46                |
| 2014                       | Ab Initio - Data: 28 października 2014 - Wydawca: ASX Label    | –                 |
| „–” album nie był notowany |                                                                |                   |

| Rok                         | Tytuł                                               | Pozycja na liście | Album               |
| Rok                         | Tytuł                                               | SLiP              | Album               |
| --------------------------- | --------------------------------------------------- | ----------------- | ------------------- |
| 2003                        | „Jestem tu” – Owal/Emcedwa (gościnnie: Ascetoholix) | 37                | Epizod II Rapnastyk |
| 2012                        | „Mała wojna”                                        | –                 | Ab Initio           |
| „–” singel nie był notowany |                                                     |                   |                     |

| Rok                        | Tytuł                                                              | Pozycja na liście | Pozycja na liście | Pozycja na liście | Album          |
| Rok                        | Tytuł                                                              | SLiP              | PiK               | 30 ton            | Album          |
| -------------------------- | ------------------------------------------------------------------ | ----------------- | ----------------- | ----------------- | -------------- |
| 2003                       | "Suczki”                                                           | 21                | –                 | –                 | Apogeum        |
| 2003                       | „Dario” – DJ Decks (gościnnie: Ascetoholix)                        | 30                | –                 | –                 | Mixtape Vol. 3 |
| 2005                       | „Jest nas wielu” – Greenjolly, Pięć Dwa Dębiec, Ascetoholix i inni | 16                | 4                 | 30                | Jest nas wielu |
| 2005                       | „To tylko my”                                                      | –                 | 25                | –                 | Adsum          |
| 2006                       | „Tak wyszło”                                                       | 45                | –                 | –                 | Adsum          |
| „–” utwór nie był notowany |                                                                    |                   |                   |                   |                |

Inne
| Rok  | Utwór | Album                               | Źródło |
| ---- | --- | ----------------------------------- | ------ |
| 2001 | „Trzeci rejs” (gościnnie: Ascetoholix) | Słowem – Lajner                     | [ 28 ] |
| 2001 | „Mówią, że raperzy upadną” | Blokersi (ścieżka dźwiękowa)        | [ 7 ]  |
| 2001 | „I moje miasto złą sławą owiane...” (gościnnie: Lutawhuiklik, Ascetoholix, Owal/Emcedwa, Mezo, 52 Dębiec) | Na legalu? – Slums Attack           | [ 29 ] |
| 2002 | „Jestem tu” (gościnnie: Ascetoholix) | Epizod II Rapnastyk – Owal/Emcedwa  | [ 8 ]  |
| 2003 | „Dario” (gościnnie: Ascetoholix) | Mixtape Vol. 3 – DJ Decks           | [ 12 ] |
| 2003 | „To my!” (gościnnie: Ascetoholix) | P-Ń VI – 52 Dębiec                  | [ 13 ] |
| 2004 | „Powiedz” (gościnnie: Ascetoholix) | Epizod III: Wirus – Owal/Emcedwa    | [ 30 ] |
| 2004 | „Nasi” (gościnnie: Ascetoholix) | Monologimuzyka – Doniu              | [ 31 ] |
| 2004 | „Wypierdalam w kosmos” (gościnnie: Ascetoholix) | Na ulicach miasta – DJ Druga Strefa | [ 32 ] |
| 2005 | „Łzy szczęścia” – Ascetoholix, Kardesch And Max le Mic | Viza (kompilacja)                   | [ 33 ] |
| 2005 | „Jest nas wielu” – Greenjolly, Ascetoholix, Duże Pe, Mezo, Owal/Emcedwa, 52 Dębiec „Jest nas wielu” (Tabb RMX) – Greenjolly, Ascetoholix, Duże Pe, Mezo, Owal/Emcedwa, 52 Dębiec „Jest nas wielu” (DJ Story RMX) – Greenjolly, Ascetoholix, Duże Pe, Mezo, Owal/Emcedwa, 52 Dębiec „Jest nas wielu” (DJ Spox RMX) – Greenjolly, Ascetoholix, Duże Pe, Mezo, Owal/Emcedwa, 52 Dębiec | Jest nas wielu (kompilacja)         | [ 15 ] |
| 2007 | „Trzeci rejs” (gościnnie: Ascetoholix) | Dekada 1997–2007 – Mezo             | [ 34 ] |
| 2008 | „Jest nas wielu” (gościnnie: Greenjolly, Ascetoholix, Duże Pe, Mezo, Owal/Emcedwa) „Grunt” (gościnnie: Ascetoholix) „To my!” (gościnnie: Ascetoholix) „Puls” (gościnnie: Ascetoholix, Born, Agata) | P-Ń X – 52 Dębiec                   | [ 35 ] |
| 2011 | „Big-Bang (wielki wybuch)” (gościnnie: Owal/Emcedwa, Orzech, Ascetoholix, Vito WS, Tabb) | Mezoteryka – Mezo                   | [ 36 ] |

## Teledyski
| Rok  | Tytuł           | Reżyseria/Realizacja          | Album         | Źródło        |
| ---- | --------------- | ----------------------------- | ------------- | ------------- |
| 2000 | „Umiejętności”  | Dominik „Doniu” Grabowski     | Nazwij to sam | [ 37 ]        |
| 2001 | „Grunt/Maraton” | Tomasz Zetti Zasowski         | A             | [ 10 ]        |
| 2001 | „Już dawno”     | Sylwester Latkowski           | A             | [ 10 ] [ 38 ] |
| 2003 | „Na spidzie”    | Stanisław Mąderek             | Apogeum       | [ 10 ]        |
| 2003 | „Plany”         | Dariusz Szermanowicz          | Apogeum       | [ 10 ] [ 39 ] |
| 2003 | „Suczki”        | Ryba Film                     | Apogeum       | [ 10 ] [ 40 ] |
| 2006 | „Tak wyszło”    | Abelard Giza                  | Adsum         | [ 10 ] [ 41 ] |
| 2006 | „To tylko my”   | Michał Jaskulski              | Adsum         | [ 10 ]        |
| 2006 | „Chcemy wojny”  | Tomasz Jarosz                 | Adsum         | [ 10 ]        |
| 2012 | „Mała wojna”    | Cam-L Studio                  | Ab Initio     | [ 23 ]        |
| 2012 | „Zanim”         | Ascetoholix, PD Print Dumping | Ab Initio     | [ 24 ]        |
| 2012 | „Zakładam dres” | Ascetoholix                   | Ab Initio     | [ 25 ]        |
| 2014 | „Adrenalina”    | Dominik „Doniu” Grabowski     | Ab Initio     | [ 42 ]        |